# World Scientific
World Scientific Publishing es una editorial académica de libros y revistas científicas, técnicas y médicas con sede en Singapur. La empresa fue fundada en 1981. Publica alrededor de 600 libros al año, junto con 135 revistas de diversos campos. En 1995, World Scientific cofundó el Imperial College Press, con sede en Londres, junto con el Imperial College of Science, Technology and Medicine.

## Estructura de la empresa
La sede de la empresa se encuentra en Singapur. El presidente y editor jefe es el Dr. Phua Kok Khoo, mientras que la directora general es Doreen Liu. La empresa fue cofundada por ellos en 1981.

### Imperial College Press
En 1995, la empresa cofundó Imperial College Press, especializada en ingeniería, medicina y tecnología de la información, con el Imperial College London. En 2006, World Scientific asumió la propiedad total de Imperial College Press, bajo una licencia otorgada por la universidad. Finalmente, en agosto de 2016, ICP se incorporó completamente a World Scientific bajo el nuevo sello, World Scientific Europe.

## Premios
Un libro publicado por World Scientific, The Leader, The Teacher & You (2013) de Lim Siong Guan, ganó conjuntamente el Premio de Literatura de Singapur de no ficción en inglés. Los jueces del Premio de Literatura de No Ficción de Singapur fueron partidos independientes designados por el Consejo del Libro.